# Gerald Woodruffe
Gerald Woodruffe, anche riportato come Gerald Woodroffe e detto Jezz Woodroffe (Birmingham, 1951), è un tastierista e compositore britannico, famoso soprattutto per la sua militanza nei Black Sabbath.

## Carriera
Dopo una breve militanza nel gruppo hard rock Purusha, viene chiamato nel 1976 dalla casa di produzione dei Black Sabbath, gruppo nel quale aveva già collaborato. Nel gruppo di Birmingham suona l'organo e utilizza frequentemente i sintetizzatori, novità nella loro discografia.
Lasciata la band nel 1983, inizia l'attività di turnista, che lo porta dal 1989 a collaborare con Phil Collins. Nel 1998 ripropone una versione da solista di Technical Ecstasy, altro album dei Sabbath.
Negli anni novanta si dedica alla composizione di musiche per i videogiochi, tra cui Elvira 2 e Waxworks; è il fratello di Michael Woodroffe, fondatore della Horrorsoft, editrice dei due giochi. Nel 2001 ritorna nei Black Sabbath ed è presente nell'album Rock 'n' Roll Gypsies, e anche nei successivi fino allo scioglimento avvenuto nel 2006.
Nel 2011 prenderà parte alla reunion, fino al 2016, quando verrà sostituito da Adam Wakeman.

## Discografia solista
- Peace in Your Space
- Technical Ecstasy